# Battaglia del Metauro
La battaglia del Metauro fu uno scontro decisivo della seconda guerra punica tra Roma e Cartagine, combattuto il 22 giugno del 207 a.C. presso il fiume Metauro, oggi in provincia di Pesaro e Urbino nelle Marche.
Le forze cartaginesi erano guidate da Asdrubale Barca, fratello di Annibale, che si suppone portasse rinforzi per l'assedio di Roma. L'esercito repubblicano era comandato dai due consoli Marco Livio Salinatore e Gaio Claudio Nerone.
Claudio Nerone aveva già combattuto contro Annibale a Grumento, qualche centinaio di chilometri a sud del Metauro, e si ricongiunse a Livio Salinatore con una marcia forzata all'insaputa dei Cartaginesi, i quali si trovarono così in inferiorità numerica.

## Contesto storico

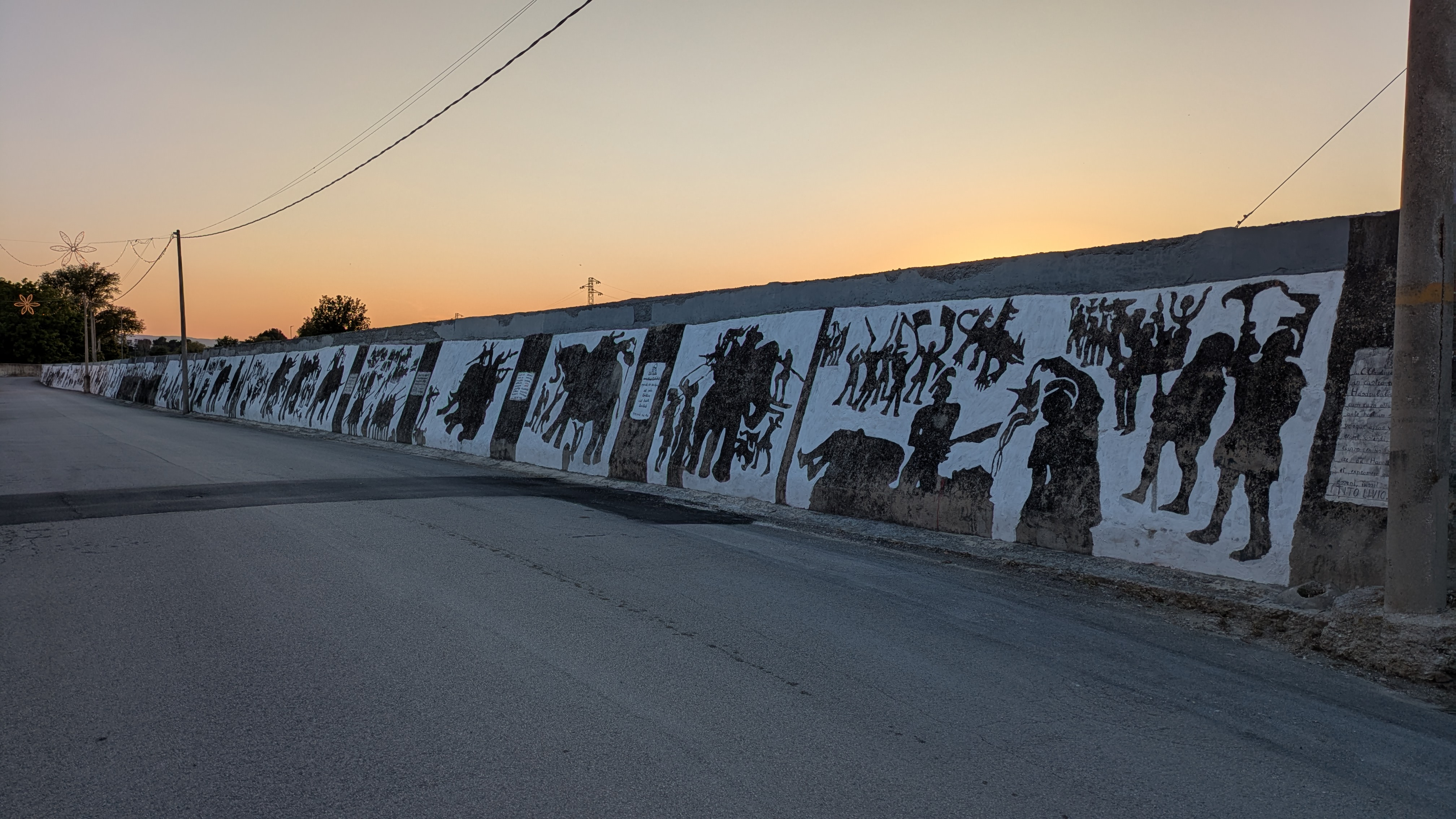
Il murale dell'artista Agrà in località Cerbara di Piagge nel comune di Terre Roveresche che illustra la battaglia

La campagna di Asdrubale per portare aiuto a suo fratello in Italia si era svolta, fino a quel momento, sorprendentemente bene. Dopo aver eluso in Spagna l'inseguimento di Publio Cornelio Scipione che intendeva sbarrargli la strada, tuttavia, ad Asdrubale era stato impedito lo stesso percorso intrapreso un decennio prima da Annibale, perché il Passo Sommo Pireneo (oggi Colle di Panissars) era controllato dai Romani. Aveva quindi valicato i Pirenei più a nord, verso Roncisvalle, per poi convergere a sud lungo il corso del fiume Isère e ricollegarsi così al vecchio itinerario di Annibale.
Nella primavera del 207 a.C. Asdrubale valicò rapidamente le Alpi, muovendosi molto più in fretta di Annibale quando era passato attraverso la stessa via dieci anni prima, in parte grazie alle costruzioni lasciate dall'armata di suo fratello e in parte perché ora la minaccia gallica, che aveva tormentato Annibale nella spedizione precedente, era stata rimossa. I Galli infatti ora temevano e rispettavano i Cartaginesi e, non solo lasciarono passare Asdrubale attraverso il loro territorio senza aggredirlo, ma addirittura andarono ad ingrossare le file del suo esercito. Asdrubale, alla stessa maniera del fratello, ebbe anche successo nel condurre i suoi elefanti da guerra, raccolti e addestrati in Spagna, attraverso le Alpi.
Roma era ancora fiaccata dalle sconfitte subite dieci anni prima e la prospettiva di dover combattere i due fratelli Barcidi (cognome che in punico significava "Fulmine") era vista con grande preoccupazione. Nondimeno, i nuovi consoli Nerone e Salinatore furono inviati a combattere, rispettivamente, Annibale e Asdrubale. Inizialmente nessuno dei due attaccò battaglia: i 40 000 uomini di Nerone furono impegnati in piccole battaglie in Abruzzo e Salinatore, nonostante l'aggiunta degli effettivi di due delle molte legioni romane distribuite attraverso l'Italia, si avvicinò cautamente ad Asdrubale, consentendogli così di ritirarsi oltre il Metauro e a sud di Senigallia.
La situazione rimase sostanzialmente immutata fino a che Asdrubale non mandò messaggeri ad Annibale, comunicandogli che desiderava congiungersi con lui in Umbria e da lì condurre insieme un assalto frontale contro Roma. Tuttavia gli inviati di Asdrubale furono catturati e i suoi piani finirono nelle mani del console Nerone, che partì da Teanum Apulum in fretta verso nord con 6000 fanti e 1000 cavalieri per incontrarsi con Salinatore. Nerone, riconoscendo l'urgenza della situazione e l'enorme minaccia che un'unione delle armate dei due fratelli cartaginesi avrebbe rappresentato per Roma, non perse tempo ad avvertire il senato perché organizzasse delle nuove leve di soldati. Lasciò invece uno sparuto contingente di truppe a fronteggiare Annibale, con l'ordine di addestrarsi quotidianamente per non indurlo a sospettare il ritiro delle forze migliori, e a marce forzate notturne (in modo da occultare i propri movimenti ad eventuali spie cartaginesi e nel contempo sfruttare la frescura della notte per attenuare la fatica delle proprie truppe) si spostò verso nord di circa 500–600 km; il che ha dell'eccezionale ancor oggi: i romani, infatti, seppur senza zaini e salmerie perché riforniti dagli alleati delle regioni che attraversavano, percorsero comunque circa 63 km al giorno.

### Antefatto: l'incontro dei due consoli
Nerone raggiunse velocemente Salinatore, che era accampato a Senigallia assieme al pretore Porcio. L'esercito di Asdrubale si trovava circa mezzo miglio a nord e tuttavia, poiché Nerone era arrivato di notte, la sua presenza non fu notata fino al giorno successivo, quando i romani si prepararono per la battaglia. Anche Asdrubale schierò le proprie truppe ma, dopo una più attenta valutazione delle forze messe in campo contro di lui, osservò che l'armata di Salinatore sembrava essere cresciuta considerevolmente e che disponeva di molta più cavalleria. Asdrubale si ricordò di aver sentito una tromba nel campo romano, la notte precedente, segnalare l'arrivo di un personaggio importante - un suono che gli era divenuto familiare durante i suoi rapporti con i romani in Spagna - e quindi dedusse correttamente che stava affrontando entrambi i consoli romani. Scoraggiato, ritirò le truppe dal campo.
Il resto del giorno passò senza che accadesse nulla perché i romani non si azzardarono ad avvicinarsi alle fortificazioni di Asdrubale. Quando però venne la notte, questi portò silenziosamente la sua armata fuori dal campo con l'intenzione di ritirarsi in Gallia, dove avrebbe potuto stabilire comunicazioni con Annibale senza pericolo. Tuttavia, poco dopo l'inizio della marcia, le guide di Asdrubale lo tradirono, abbandonandolo perso e confuso lungo le rive del Metauro, nell'inutile ricerca di un guado per attraversarlo.
Anche la notte passò senza fatti di rilievo, ma il mattino successivo Asdrubale trovò la sua armata incerta e confusa e con una gran quantità delle truppe galliche ubriache. Con la cavalleria romana in rapido avvicinamento e le legioni comandate dai due consoli poco più lontane, Asdrubale si preparò con riluttanza alla battaglia.

## La battaglia

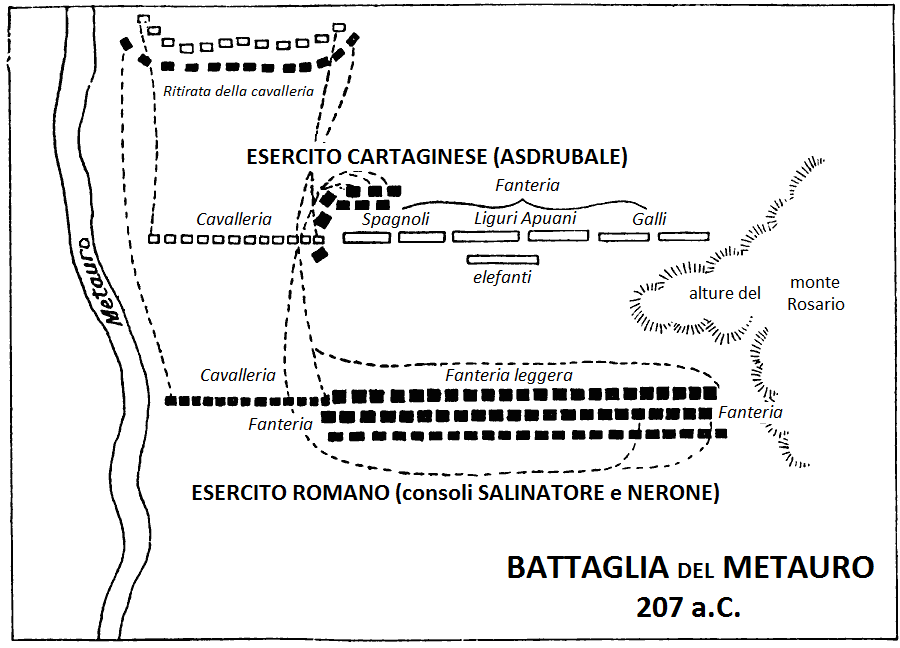
Schema dello svolgimento della battaglia.

Il luogo della battaglia del Metauro, così come l'esatto numero dei soldati di entrambe le parti, non è certo. Negli anni sono stati proposti dagli studiosi molti siti, dalla bassa fin quasi l'alta valle del Metauro, a destra e a sinistra del fiume. Gli studi più accreditati collocano lo scontro a destra del Metauro, presso Montemaggiore, a circa 15 chilometri dal mare. 
L'armata di Asdrubale è stimabile in 30000 uomini, mentre quella di Salinatore ne doveva contare almeno 40000 (tra cui i 7000 che avevano accompagnato Claudio Nerone). È certo che Asdrubale era comunque in minoranza e soprattutto mancava di quella cavalleria che invece abbondava nelle file dei romani. Nonostante ciò dispose le truppe nel modo migliore possibile in simili condizioni.
Come la maggior parte delle armate cartaginesi, quella di Asdrubale era un misto di molte differenti culture ed etnie, delle quali poche erano di origine africana. Le migliori truppe di Asdrubale erano gli spagnoli, armati di spade e di scudi, e queste truppe furono piazzate sull'ala destra assieme alle poche truppe africane che aveva (non si sa molto su questi soldati: devono essere stati guerrieri armati di lancia, presi dal territorio cartaginese o da qualche altra parte in Africa). Al centro, davanti ai 10 elefanti che era riuscito a portare, schierò una formidabile forza di Liguri Apuani, che tuttavia non erano avvezzi alle battaglie "di schieramento" come gli uomini sul fianco destro (gli Apuani infatti praticavano la "guerra di guerriglia"). Per ultimi, sulla sinistra, piazzò i disordinati Galli, che sperò sarebbero stati coperti dal terreno dissestato davanti a loro.
I romani avanzarono verso Asdrubale in modo molto ordinato. Nerone ebbe il comando del fianco destro, per affrontare gli inaccessibili Galli. Fu Asdrubale a dare inizio allo scontro, concentrando il suo centro e l'ala destra contro le truppe di Livio, che tenevano la sinistra nello schieramento romano. All'inizio il combattimento fu favorevole ad Asdrubale, i cui elefanti riuscirono a rompere le linee romane e a seminare confusione tra le truppe di Salinatore. L'ala destra di Asdrubale resse all'assalto e anche i Liguri riuscirono a tenere la posizione. Nerone fece molta fatica a superare il terreno che ostacolava il suo cammino verso i Galli impreparati sul fianco sinistro di Asdrubale, e, vedendo l'inutilità del perdere tempo nel cercare di raggiungerli, prese parte dei suoi uomini e li guidò lontano dai Galli, dietro a Salinatore e a Porcio, che erano occupati nella battaglia, e marciò all'estrema sinistra dello schieramento romano, facendo girare intorno le sue truppe e scontrandosi con gli spagnoli con una tale intensità e violenza, che gli spagnoli furono presi dal panico e dalla confusione, finendo tra i Liguri Apuani che continuarono a combattere fino a che non furono sopraffatti.
Le uniche forze rimanenti ad Asdrubale, i Galli, che erano assolutamente impreparati a combattere a causa dei bagordi della notte precedente, non erano più protette sui fianchi dai loro compagni. I romani li attaccarono senza pietà, incontrando quasi nessuna resistenza.
Il generale cartaginese, vedendo che non c'era altro da fare o semplicemente non volendo essere preso prigioniero, caricò nel mezzo della battaglia, incontrando una fine gloriosa.
Fasi della battaglia

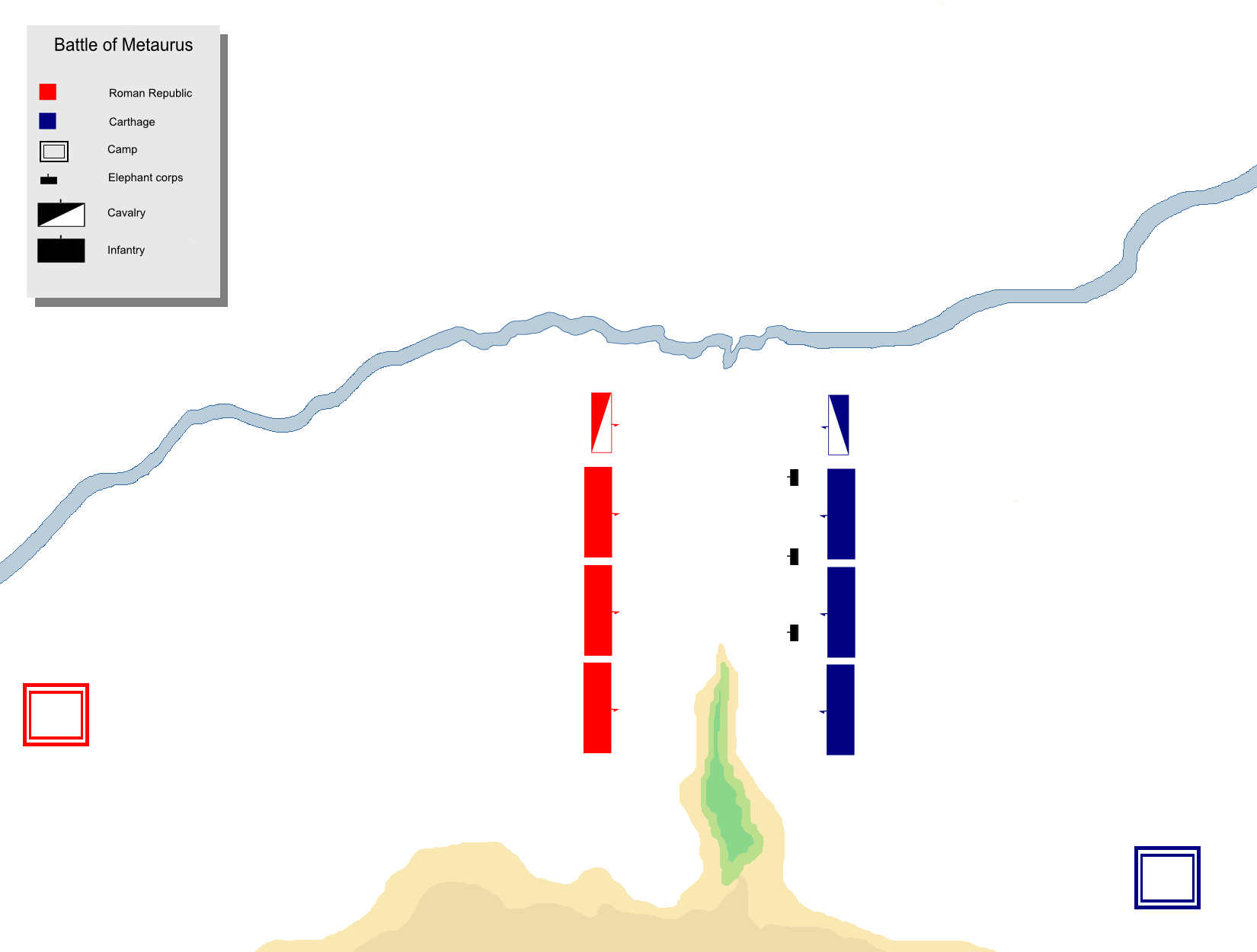
Disposizione iniziale delle forze contrapposte.
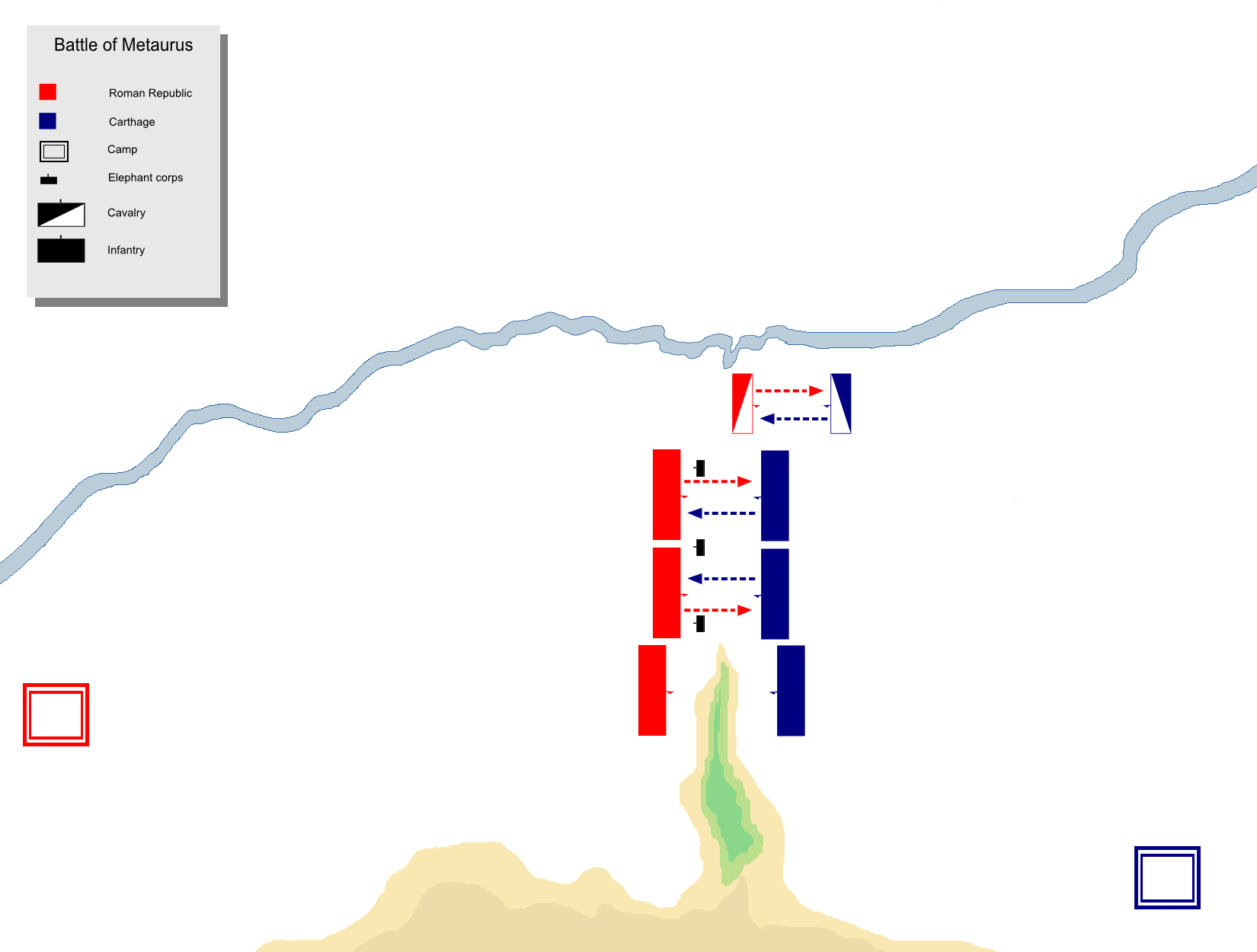
Fase 1: L'ala sinistra e il centro della fanteria romana, sostenute dalla cavalleria attaccano le contrapposte truppe avversarie.
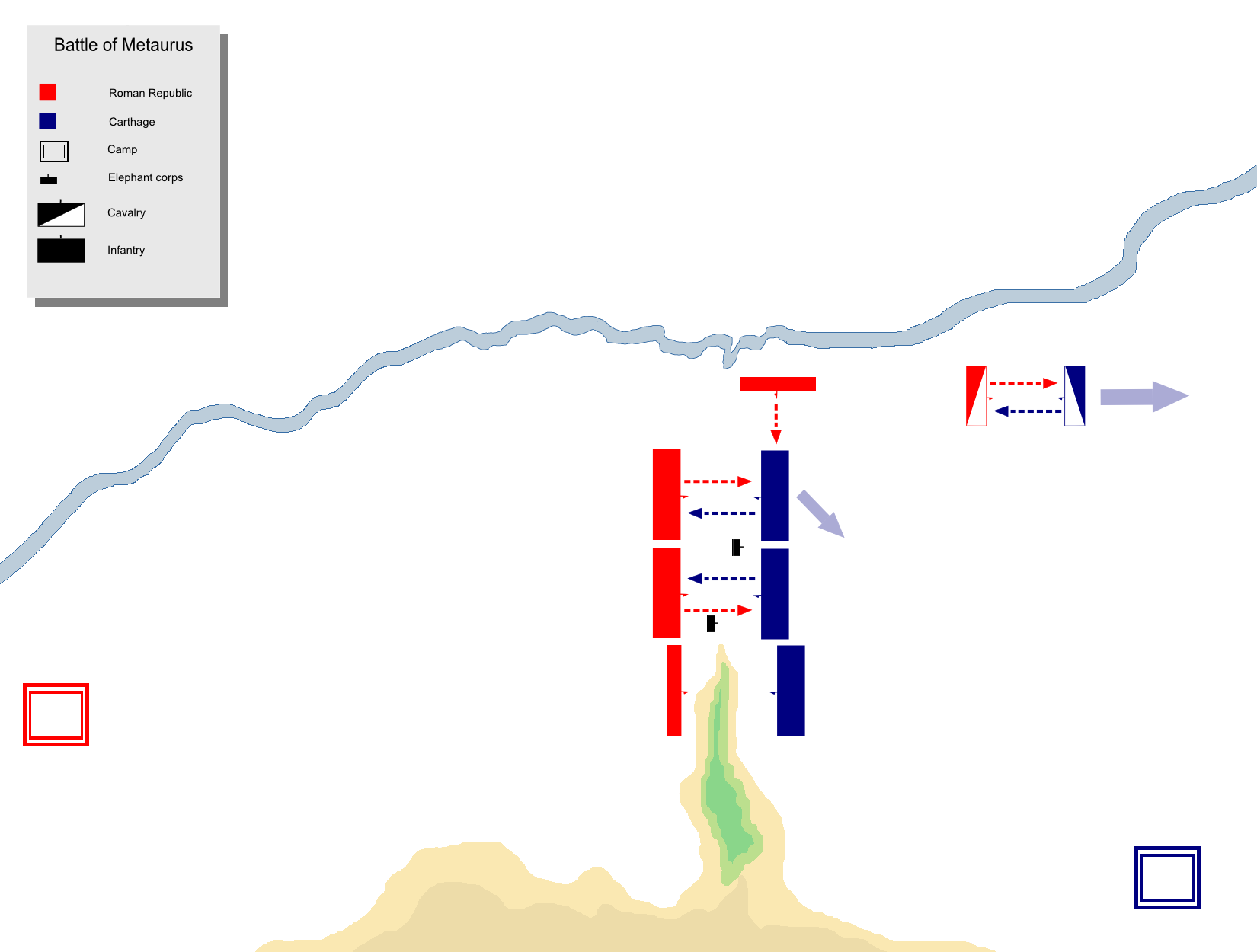
Fase 2: Claudio Nerone attacca il fianco destro dello schieramento cartaginese lasciato scoperto dalla ritirata della cavalleria.
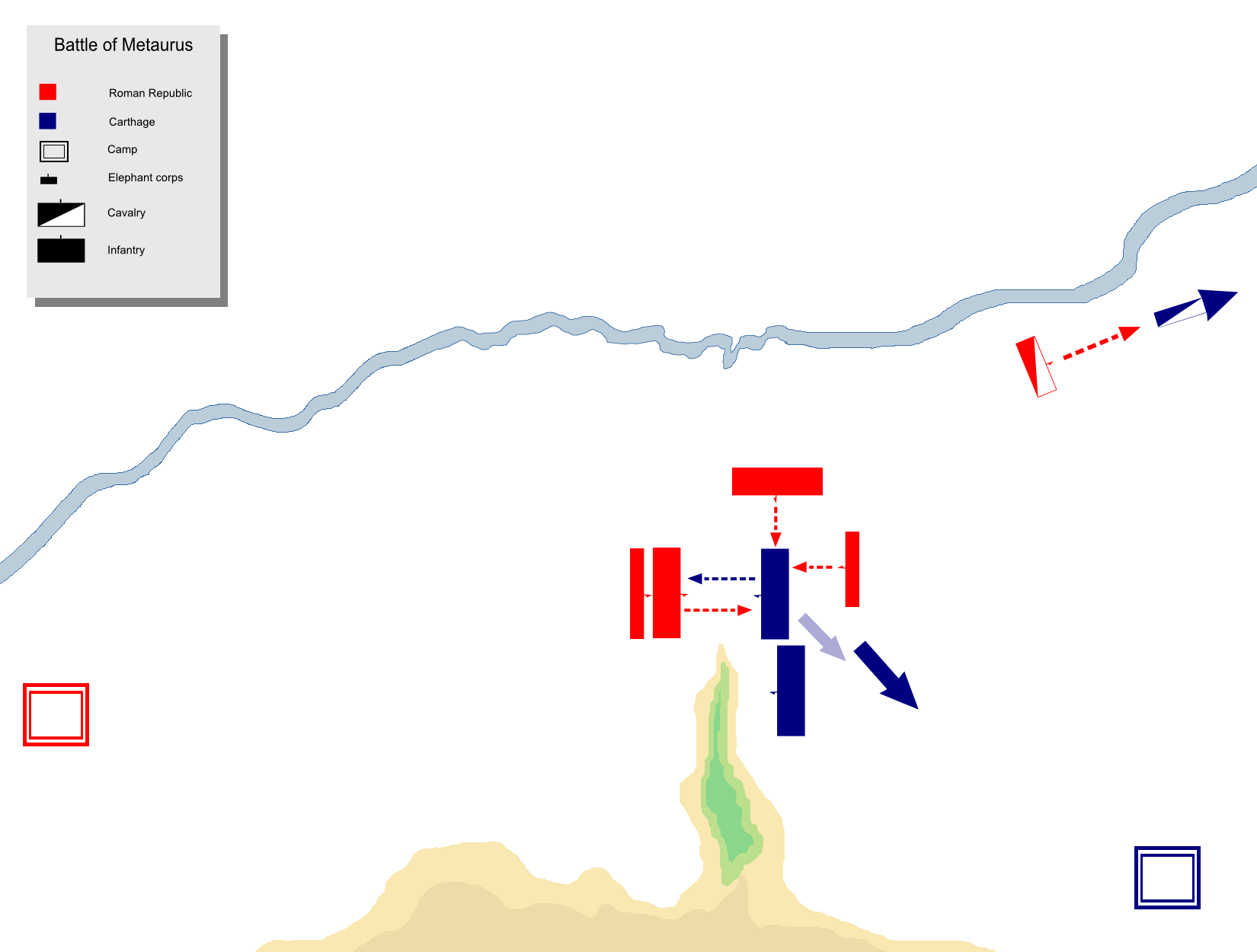
Fase 3: L'ala destra della fanteria cartaginese è messa in rotta dalle forze romane che la circondano ormai da tre lati.
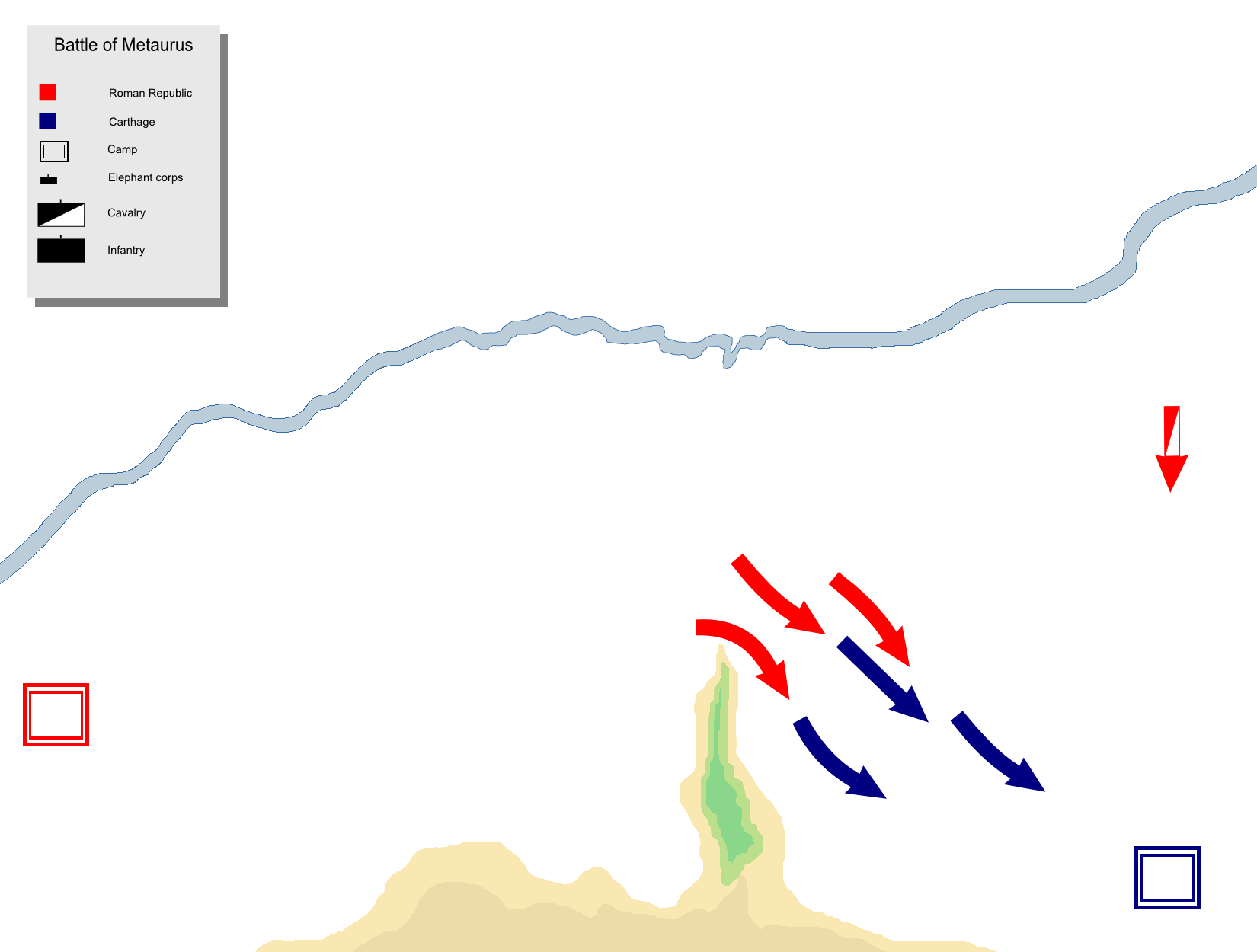
Fase 4: Ritirata dell'intera armata cartaginese.

## Conclusione
Nerone non mostrò alcun rispetto per il suo avversario caduto. Ordinò che la testa di Asdrubale fosse tagliata e la fece lanciare nel campo di Annibale per fargli sapere della morte del fratello. Lo scontro del Metauro vide Roma, per la prima volta, vincere una battaglia campale in Italia dall'inizio della guerra. Il tentativo di inviare rinforzi ad Annibale era fallito e Roma ne poteva solo beneficiare anche di fronte agli alleati italici. Il Metauro «fu un evento decisivo nella storia mondiale e una vera benedizione per Roma», come sostiene lo Scullard.
Lord Byron scrisse della battaglia:
Anche se la storia può non ricordarsi del console Nerone, gli effetti della battaglia che vinse, difendendo la repubblica romana, sono certamente noti. Con la morte del fratello e i suoi soldati messi in fuga o uccisi e nessuna speranza di aiuto da Cartagine - che era troppo impegnata con le sue battaglie politiche per mandargli aiuto - il sogno di Annibale di placare la sua sete di sangue romano, bruciando la capitale, si interruppe definitivamente.
Restò in Italia ancora fino al 203 a.C., relegato nel Bruzio da Roma. Non fu più in grado di affrontare Roma in campo aperto. Annibale non lasciò l'Italia fino a che Scipione l'africano condusse una campagna in Africa contro Cartagine.
I due generali si affrontarono nel 202 a.C. nella Battaglia di Zama, nella quale Annibale, pur schierando ben 80 elefanti (veri carri armati all'epoca) ed essendo superiore numericamente a Scipione per fanteria (ma inferiore per cavalleria), offrì un tenace combattimento ma fu definitivamente sconfitto.
Se Asdrubale fosse riuscito a riunirsi al fratello, le sorti della seconda guerra punica avrebbero potuto essere differenti, ma forse come sostiene lo Scullard, «anche se l'esito fosse stato diverso, difficilmente ciò avrebbe portato alla conclusione della guerra».
L'importanza della battaglia del Metauro è riconosciuta presso gli storici. È inclusa in Le quindici decisive battaglie del mondo di Edward Creasy (1851), per il fatto che effettivamente rimosse la minaccia cartaginese all'ascesa romana verso il dominio globale, lasciando Annibale isolato in Italia. La battaglia del Metauro è molto offuscata da altre battaglie della seconda guerra punica, come l'incredibile vittoria di Annibale nella Battaglia di Canne o la sua definitiva sconfitta a Zama. Nonostante ciò, gli effetti della vittoria di Nerone e Salinatore al Metauro hanno acquistato un significato notevole presso gli storici, non solo nella storia di Roma, ma in quella di tutto il mondo.